# Albanyà
Albanyà is een gemeente in de Spaanse provincie Girona in de regio Catalonië met een oppervlakte van 95 km². Albanyà telt 147 inwoners (1 januari 2016).

## Demografische ontwikkeling
Bron: INE, 1857-2011: volkstellingen
Opm.: In 1857 werden de gemeenten Carbonills en Los Horts aangehecht; in 1970 werd de gemeente Basagoda aangehecht